# Ctenoblepharys
Ctenoblepharys adspersa — ящірка з монотипного роду Ctenoblepharys. Це ендемік посушливого західного узбережжя Перу. У місцевих жителях він відомий як кабезона.
Вид потайливий і мешкає в піщаних місцях. В основному він зустрічається вздовж прибережних піщаних дюн і пляжів, а також у гіперпосушливих місцях існування, ефемерних руслах струмків і гаях Tillandsia далі вглиб країни, аж до передгір'їв Анд. Значна частина його біології та екології невідома, хоча відомо, що він є яйцекладним (відкладає яйця) і викопує нори довжиною до метра. Харчується великою різноманітністю комах, найпоширенішими з яких є перетинчастокрилі (оси, мурахи тощо), потім йдуть твердокрилі (жуки) та личинки комах. Рівні активності найбільші вранці (9-11 ранку) і вдень (3-4 години дня).